# Olivet (Dakota del Sud)
Olivet è un comune (town) degli Stati Uniti d'America e capoluogo della contea di Hutchinson nello Stato del Dakota del Sud. La popolazione era di 74 abitanti al censimento del 2010.

## Geografia fisica
Olivet è situata a 43°14′30″N 97°40′30″W (43.241660, -97.675063).
Secondo lo United States Census Bureau, la città ha una superficie totale di 0,39 km², dei quali 0,39 km² di territorio e 0 km² di acque interne (0% del totale).
Ad Olivet è stato assegnato lo ZIP code 57052 e lo FIPS place code 46900.

## Storia
Olivet venne fondata nel 1871 come capoluogo della contea. La cittadina deve il suo nome alla città di Olivet nel Michigan, da dove proveniva uno dei primi coloni. I primi tribunali della contea erano allestiti in una chiesa metodista; un tribunale temporaneo fu costruito nel 1881.

## Società

### Evoluzione demografica
Secondo il censimento del 2010, c'erano 74 abitanti.

### Etnie e minoranze straniere
Secondo il censimento del 2010, la composizione etnica della città era formata dal 93,24% di bianchi, lo 0% di afroamericani, lo 0% di nativi americani, il 2,7% di asiatici, lo 0% di oceanici, lo 0% di altre razze, e il 4,05% di due o più etnie. Ispanici o latinos di qualunque razza erano lo 0% della popolazione.